# Comuna Bîkove, Krînîcikî
Bîkove (în ucraineană Бикове) este o comună în raionul Krînîcikî, regiunea Dnipropetrovsk, Ucraina, formată din satele Bîkove (reședința), Vasîlivka și Vodeane.

## Demografie
Componența lingvistică a satului Bîkove
     Ucraineană (89,32%)
     Rusă (8,16%)
     Română (1,32%)
     Alte limbi (0,72%)
Conform recensământului din 2001, majoritatea populației satului Bîkove era vorbitoare de ucraineană (89,32%), existând în minoritate și vorbitori de rusă (8,16%) și română (1,32%).